# Gorybia proxima
Gorybia proxima är en skalbaggsart som beskrevs av Martins 1976. Gorybia proxima ingår i släktet Gorybia och familjen långhorningar.
Artens utbredningsområde är Paraguay. Inga underarter finns listade i Catalogue of Life.